# Malacostola
Malacostola is een geslacht van vlinders van de familie spinners (Lasiocampidae).

## Soorten
- M. mediodiluta De Lajonquière, 1972
- M. mollis De Lajonquière, 1970
- M. mutata De Lajonquière, 1972
- M. psara De Lajonquière, 1972
- M. serrata De Lajonquière, 1972
- M. torrefacta De Lajonquière, 1972